# Hamadryas (djur)
Hamadryas är ett släkte av fjärilar. Hamadryas ingår i familjen praktfjärilar.

## Bildgalleri

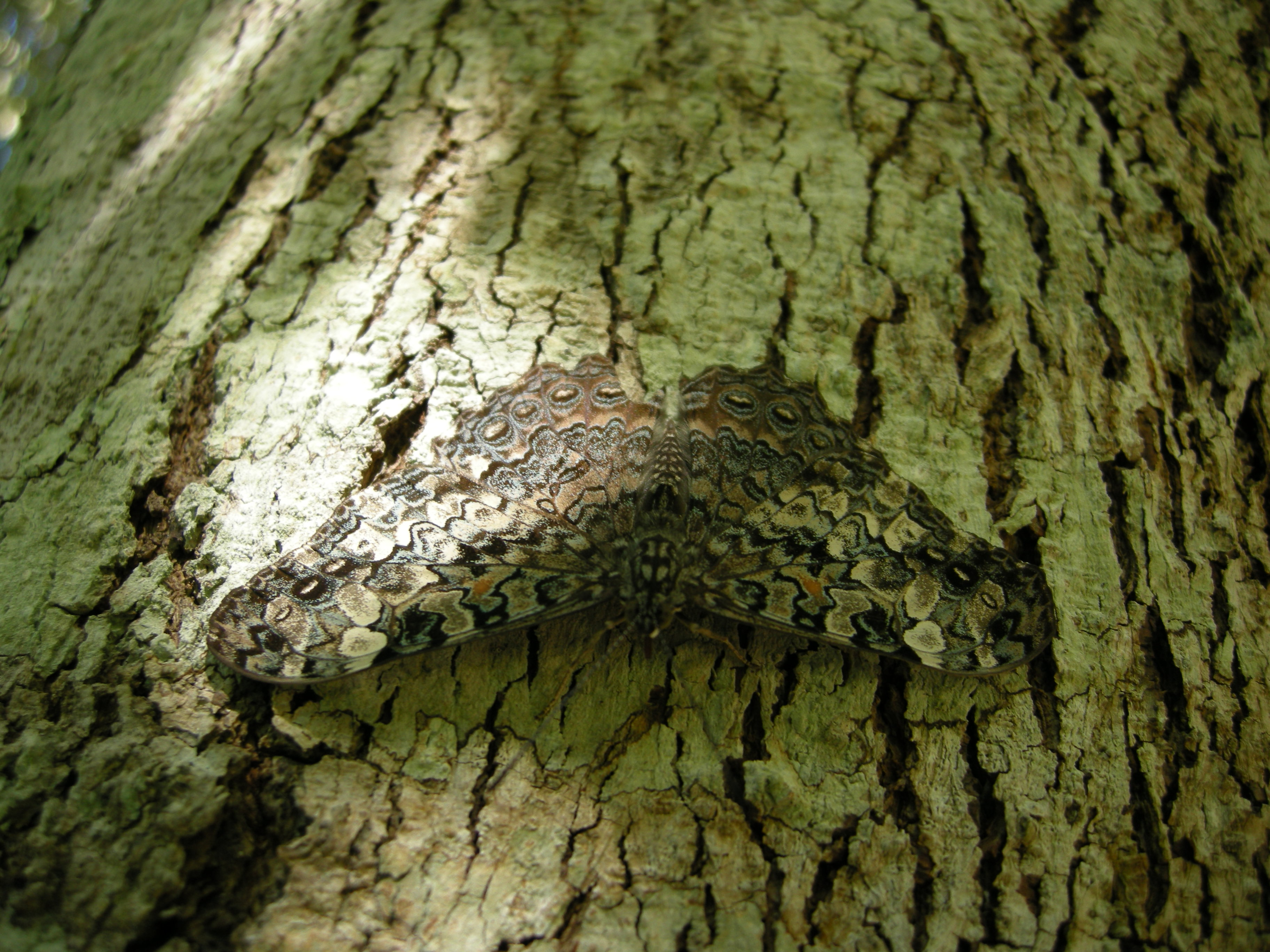

## Dottertaxa tillHamadryas, i alfabetisk ordning[1]
- Hamadryas aegina
- Hamadryas albicornis
- Hamadryas alicia
- Hamadryas alpheios
- Hamadryas amphichloe
- Hamadryas amphinome
- Hamadryas anomala
- Hamadryas antillana
- Hamadryas arene
- Hamadryas arete
- Hamadryas arethusa
- Hamadryas argentina
- Hamadryas arienis
- Hamadryas arinome
- Hamadryas aternia
- Hamadryas atinia
- Hamadryas atlantis
- Hamadryas belladonna
- Hamadryas catablymata
- Hamadryas chloe
- Hamadryas colombicola
- Hamadryas daphnicia
- Hamadryas daphnis
- Hamadryas diasia
- Hamadryas elata
- Hamadryas epinome
- Hamadryas eupolema
- Hamadryas evanescens
- Hamadryas fallax
- Hamadryas farinulenta
- Hamadryas fasciata
- Hamadryas februa
- Hamadryas ferentina
- Hamadryas feronia
- Hamadryas ferox
- Hamadryas fictitia
- Hamadryas florentia
- Hamadryas fornacalia
- Hamadryas fornax
- Hamadryas fumosa
- Hamadryas fundania
- Hamadryas gervasia
- Hamadryas glauconome
- Hamadryas guatemalena
- Hamadryas gudula
- Hamadryas hierone
- Hamadryas honorina
- Hamadryas icilia
- Hamadryas insularis
- Hamadryas iphthime
- Hamadryas julitta
- Hamadryas lelaps
- Hamadryas lindmani
- Hamadryas maina
- Hamadryas mandragora
- Hamadryas marmarice
- Hamadryas megala
- Hamadryas mexicana
- Hamadryas morsina
- Hamadryas nais
- Hamadryas nobilita
- Hamadryas nomia
- Hamadryas nysa
- Hamadryas obidona
- Hamadryas obnubila
- Hamadryas obumbrata
- Hamadryas oenoe
- Hamadryas ortygia
- Hamadryas palliolata
- Hamadryas peruviana
- Hamadryas rhea
- Hamadryas rosandra
- Hamadryas sabatia
- Hamadryas saurites
- Hamadryas sellasia
- Hamadryas sodalia
- Hamadryas sterope
- Hamadryas tegyra
- Hamadryas thearida
- Hamadryas velutina
- Hamadryas xenia